# 早島站
早島站（日语：／ Hayashima eki */?）是一位於日本岡山縣都窪郡早島町，隸屬於西日本旅客鐵道（JR西日本）的鐵路車站，屬宇野線的車站，同時也屬於通往四國的瀨戶大橋線的一部份，車站編號為JR-L06及JR-M06。本站除了停靠往兒島及宇野的普通列車外，約半數的快速列車「Marine Liner」亦會停靠。車站前後受惠於2009年備中箕島站至茶屋町站間複線化工程，當中由備中箕島離站後不久便進入了雙線路段。
由於節省成本關係，車站於2020年起由原來簡易委託站降格為無人站，並取消了綠窗口，改以能發售指定席車票的自動售票機代替。

## 車站構造
設有平房式由水泥及鋼筋所建成的單層站舍1座，正門及閘口均採用無門戶的開放式設計，右側為放置了多排座椅候車大堂，左側為裝有自動售票機的售票大堂、服務窗口及驗票窗口兼備的服務櫃位，以及過往用作辦公室及站員留宿用的用地。

### 月台配置
| 月台 | 路線                | 方向 | 目的地               |
| ---- | ------------------- | ---- | -------------------- |
| 1    | 瀨戶大橋線 宇野港線 | 上行 | 岡山方向             |
| 2    | 瀨戶大橋線 宇野港線 | 下行 | 兒島、高松、宇野方向 |

## 歷史
- 1910年6月12日：隨宇野線開通而開業[6]。
- 1987年4月1日：國鐵分割民營化，車站營運權交由西日本旅客鐵道承繼。
- 2007年：

- 7月15日：裝置對應ICOCA的簡易式讀咭機。
- 9月1日：ICOCA可以使用ICOCA。

- 2009年1月25日：路線複線化[4]，兩邊進站的轉轍器被拆走。
- 2020年：

- 4月10日：綠窗口最後營業日。
- 4月11日：終日無人化。

## 每日乘客人數
| 乗車人員推算 | 乗車人員推算 |
| 年度         | 1日平均人數  |
| ------------ | ------------ |
| 1999         | 850          |
| 2000         | 875          |
| 2001         | 865          |
| 2002         | 881          |
| 2003         | 901          |
| 2004         | 889          |
| 2005         | 907          |
| 2006         | 887          |
| 2007         | 903          |
| 2008         | 926          |
| 2009         | 927          |
| 2010         | 951          |
| 2011         | 982          |
| 2012         | 1,023        |
| 2013         | 1,030        |
| 2014         | 1,046        |
| 2015         | 1,128        |
| 2016         | 1,181        |
| 2017         | 1,200        |
| 2018         | 1,238        |
| 2019         | 1,217        |
| 2020         | 941          |

## 相鄰車站
※有大約一半數量停靠此站的快速列車「Marine Liner」的相鄰停靠站參見列車條目。
西日本旅客鐵道（JR西日本）
 宇野港線、 瀨戶大橋線（宇野線）
備中箕島 （JR-L05/JR-M05）－早島（JR-L06/JR-M06）－久久原 （JR-L07/JR-M07）

## 外部連結
- JR西日本早島站官方網站。 （页面存档备份，存于）